# Phil Farrand
Phil Farrand (n. 5 noiembrie 1958, Broken Arrow⁠(d), Oklahoma, SUA) este un programator și consultant american, webmaster și autor. El este cunoscut pentru seria sa Nitpicker's Guides, în care prezintă erori din diferitele episoade și filme de televiziune Star Trek și pentru crearea Nitcentral, un site dedicat aceleiași activități. După Nitpicker's Guides, Farrand a devenit și romancier. 

## Biografie
Farrand s-a născut în Broken Arrow, Oklahoma, dar a crescut în Filipine, unde părinții săi erau misionari pentru Adunările lui Dumnezeu. El a fost prima dată interesat de serialul Star Trek original în copilărie. După întoarcerea în Statele Unite, Farrand a obținut diplome de licență în interpretarea pianului și compoziția muzicală.
Farrand a descoperit pentru prima dată o eroare în franciza Star Trek când a urmărit o scenă în episodul din 1990 Paternitate al seriei Star Trek: Generația următoare. Într-o scenă, personajul Wesley Crusher vorbește cu mama sa, Dr. Beverly Crusher folosind insigna sa cu comunicator. După ce a răspuns la îndemnul mamei sale de a se tunde, Wesley are o remarcă sarcastică, dar fără ca să atingă insigna de comunicare pentru a pune capăt conexiunii, ceea ce l-a făcut pe Farrand să se întrebe dacă dr. Crusher a auzit remarca. Acest lucru a stârnit o discuție plină de viață între Farrand și prietenul său Trekker cu privire la modul în care funcționează comunicatorul și inconsecvențele descrise în serie în utilizarea sa.

## Cărți

### Nitpicker's Guides
- The Nitpicker's Guide for Next Generation Trekkers (1993)
- The Nitpicker's Guide for Classic Trekkers (1994)
- The Nitpicker's Guide for Next Generation Trekkers, Volume II (1995)
- Nitpicker's Fun & Games for Next Generation Trekkers (1995)
- The Nitpicker's Guide for Deep Space Nine Trekkers (1996)
- The Nitpicker's Guide for X-Philes (1997)

#### Pe casetă audio
- The Nitpicker's Guide for Next Generation Trekkers Part 3[5]

### Ficțiune
- The Son, the Wind and the Reign
- Grumpy Old Prophets: A Christmas Fable for Adults
- Windfall: The 99 and 1: The Conviction Opus, Part One (2014)
- Windfall: Broadcast: The Conviction Opus, Part Two (2015)
- Windfall: The Strait Gate: The Conviction Opus, Part Three (2015)

### Non-fiction
- Still Whispers: Meditations To Help You Calm The Atmosphere Of Your Life And Find Abundance (2008)

## Legături externe
- Nitpicker Central